# John Peter
Victor John Peter (* 19. Juni 1937 in Madras, heute Chennai; † 30. Juni 1998 ebenda) war ein indischer Hockeyspieler. Er gewann mit der indischen Hockeynationalmannschaft bei Olympischen Spielen je eine Gold-, Silber- und Bronzemedaille.

## Karriere
John Peter war als Offensivspieler bei drei Olympischen Spielen Stammspieler. 1960 in Rom gewannen die Inder ihre ersten fünf Spiele, unterlagen aber im Finale der pakistanischen Mannschaft mit 1:0. Dies war nach sechs Olympiasiegen in Folge die erste Niederlage für die indische Mannschaft. Vier Jahre später standen sich im Finale bei den Olympischen Spielen in Tokio erneut Indien und Pakistan gegenüber, diesmal siegten die Inder mit 1:0. 1966 gewann die indische Mannschaft auch bei den Asienspielen in Bangkok den Titel. Bei Peters dritter Olympiateilnahme 1968 in Mexiko-Stadt unterlag die indische Mannschaft im Halbfinale den Australiern nach Verlängerung mit 2:1 und verpasste damit erstmals das Olympiafinale. Im Spiel um den dritten Platz besiegten die Inder die deutsche Mannschaft mit 2:1.
John Peter wurde 1966 mit dem Arjuna Award ausgezeichnet.